# MacOS Sequoia
macOS Sequoia (versió 15) és la 21a versió principal de macOS, el sistema operatiu per a ordinadors d'Apple. Successora de macOS Sonoma, es va anunciar el 10 de juny de 2024 durant la WWDC 2024, amb la tardor de 2024 com a data fixada per al llançament oficial de la versió estable pública. El nom és un homenatge al Parc Nacional de Sequoia situat a Califòrnia, als Estats Units.

## Novetats i millores
macOS Sequoia incorpora diverses novetats en la productivitat i la intel·ligència artificial:
- Sequoia introdueix Apple Intelligence, un conjunt de ferramentes d'intel·ligència artificial integrades en tot el sistema. Entre elles, funcionalitats de redacció, correcció i resum de text en aplicacions com Mail, Notes, Pages i aplicacions de tercers. També incorpora la capacitat de generar imatges creatives a través d'Image Playground, disponible com a aplicació de forma independent i també integrada, per exemple, en l'aplicació de Missatges.

- Aplicació de contrasenyes
- Aplicació de Calculadora
- Gestió de finestres
- Millores en videoconferències
- Nova versió de Safari
- Integració amb iPhone i millores de Continuïtat
- Altres funcions addicionals

## Compatibilitat
macOS Sequoia és compatible amb els següents models de Mac:
- iMac (de 2019 en avant)
- iMac Pro (de 2017 en avant)
- Mac Studio (de 2022 en avant)
- MacBook Air (de 2020 en avant)
- Mac mini (de 2018 en avant)
- MacBook Pro (de 2018 en avant)
- Mac Pro (de 2019 en avant)